# Универзитет у Аријелу
Универзитет у Аријелу (хебр. אוניברסיטת אריאל) је државни универзитет у Аријелу. Највећи је универзитет Израела који се налази на Западној обали.
Сарађује са међународним организацијама и универзитетима широм света. Универзитет и његово особље били су мета бојкота, како у Израелу тако и у иностранству, због своје локације на Западној обали коју је окупирао Израел.